# Umeå studentradio
Umeå Studentradio är en närradioförening i Umeå som drivs av ideellt arbetande studenter. Frekvensen 102,3 MHz delas med en rad organisationer och företag som sänder närradio i Umeå. Umeå studentradio sänder vardagar från kl 17.00.

## Historia
Umeå studentkår började sända närradio redan 1968, under namnet Radio Universum. Efter några års uppehåll bildades 1988 Radio Mick 102, som 2001 utsågs till årets närradio i Sverige.